# Ліґота-Велика (Олесницький повіт)
Ліґота-Велика (пол. Ligota Wielka, нім. Groß Ellguth) — село в Польщі, у гміні Олесниця Олесницького повіту Нижньосілезького воєводства.
Населення — 405 осіб (2011).
У 1975-1998 роках село належало до Вроцлавського воєводства.

## Демографія
Демографічна структура станом на 31 березня 2011 року:
|          | Загалом | Допрацездатний вік | Працездатний вік | Постпрацездатний вік |
| -------- | ------- | ------------------ | ---------------- | -------------------- |
| Чоловіки | 216     | 52                 | 150              | 14                   |
| Жінки    | 189     | 40                 | 114              | 35                   |
| Разом    | 405     | 92                 | 264              | 49                   |